# In the Heart of the Young
In the Heart of the Young es el segundo álbum de la banda norteamericana de Hard Rock Winger, lanzado en 1990 por Atlantic Records y producido nuevamente por Beau Hill, en el que cuenta con 11 canciones.
Musicalmente, In the Heart of the Young sigue la misma línea que su predecesor con tintes progresivos y siendo sus temas un gancho para las radios. Hay, sin embargo, algunos cambios notables, en la segunda mitad del álbum las letras toman un enfoque más serio que de costumbre para el género y la banda.
El álbum fue certificado con disco de platino y produjo éxitos como "Can't Get Enuff", "Easy Come Easy Go" y "Miles Away", el último de los cuales alcanzó el puesto #12 en los Top 100 de la revista Billboard. Según Kip Winger, "Can't Get Enuff" y "Easy Come Easy Go" fueron adicionadas posteriormente a la lista de canciones, ya que se consideró que no había suficientes canciones de rock en el álbum. El disco alcanzó el puesto # 15 en la lista de álbumes de Billboard 200.
Seguido del lanzamiento del álbum, Winger realizó una gira mundial de 13 meses, tocando con Kiss, Scorpions, ZZ Top, Extreme y Slaughter.
Una colección de videos musicales con el mismo título fue lanzado el año siguiente en dos volúmenes separados y en VHS.

## Lista de canciones
| N.º | Título                               | Escritor(es)                    | Duración |  |
| 1.  | «Can't Get Enuff» (*)                | Beach/Winger                    | 4:19     |  |
| 2.  | «Loosen Up»                          | Beach/Morgenstein/Taylor/Winger | 3:28     |  |
| 3.  | «Miles Away»                         | Taylor                          | 4:11     |  |
| 4.  | «Easy Come, Easy Go»                 | Winger                          | 4:03     |  |
| 5.  | «Rainbow in the Rose»                | Beach/Winger                    | 5:33     |  |
| 6.  | «In the Day We'll Never See»         | Beach/Morgenstein/Taylor/Winger | 4:50     |  |
| 7.  | «Under One Condition»                | Beach/Winger                    | 4:27     |  |
| 8.  | «Little Dirty Blonde»                | Taylor/Winger                   | 3:31     |  |
| 9.  | «Baptized by Fire»                   | Beach/Winger                    | 3:11     |  |
| 10. | «You Are the Saint, I Am the Sinner» | Beach/Winger                    | 3:35     |  |
| 11. | «In the Heart of the Young»          | Winger                          | 4:37     |  |

(*): A esta canción en muchos sitios y lugares se la conoce erróneamente como "Can't Get Enough" ya que si bien el estribillo de ésta dice:
"I can't get enough of you baby
I can't get enough, it's never enough
I can't get enough, I'm still hungry
Baby, give it up, cause I can't get enough (huh)"

No es el título original con el que aparece en el listado de la portada trasera del álbum.

### Sencillos
- "Can't Get Enuff" / "In the Day We'll Never See"
- "Miles Away  / "Rainbow in the Rose"
- "Easy Come Easy Go" / "Battle Stations"

## Posiciones en listas
Álbum
| Lista             | Máxima posición |
| ----------------- | --------------- |
| The Billboard 200 | 15              |

Sencillos
| Título               | Máxima posición en Billboard Hot 100 | Máxima posición en Mainstream Rock Tracks |
| -------------------- | ------------------------------------ | ----------------------------------------- |
| "Can't Get Enuff"    | 42                                   | 6                                         |
| "Miles Away"         | 12                                   | 14                                        |
| "Easy Come, Easy Go" | 41                                   | 17                                        |

## Personal

### Banda
- Kip Winger – bajo, voz principal, teclado
- Reb Beach – guitarra líder, voz secundaria
- Rod Morgenstein – batería
- Paul Taylor – guitarra rítmica, teclado, voz secundaria

### Músicos adicionales
- Paul Winger – coro
- Nate Winger – coro
- Chris Botti – trompeta en "Rainbow in the Rose"
- Micheal Davis – trombón en "Rainbow in the Rose"

### Personal técnico
- Beau Hill - productor
- Jimmy Hoyson - ingeniero, mixeo
- Martin Horenburg - asistente de Jimmi Hoyson
- Dave Collins - edición digital
- Ted Jensen - masterizado

## Lanzamiento de videos
Los videos de las canciones "Can't Get Enuff" y "Miles Away" se publicaron en 1990 en una versión en VHS titulado In the Heart of the Young, Vol. 1. También incluyó un "making of", segmentos y entrevistas a la banda.
En 1991, In the Heart of the Young, Vol. 2 fue lanzado en VHS. Se incluyeron videos de las canciones "Silent Night", "Easy Come, Easy Go", "You Are the Saint, I Am the Sinner", junto con grabaciones de actuaciones y entrevistas a la banda. "Silent Night", nunca fue grabado por la banda para un álbum, y este VHS es la única versión oficial del lanzamiento de la canción.